# Paussinae
Paussinae – podrodzina chrząszczy biegaczowatych (Carabidae). Do Paussinae należą cztery plemiona: Metriini, Ozaenini, Protopaussini i Paussini. Wszystkie prowadzą drapieżny tryb życia; gatunki należące do Protopaussini i Paussini są myrmekofilami i wykazują szereg niezwykłych przystosowań do życia w koloniach mrówek, w tym zdolność tzw. chemicznej mimikry. Podrodzina ta jest kosmopolityczna – jej przedstawiciele występują na wszystkich kontynentach z wyjątkiem Antarktydy.

## Filogeneza
Inkluzje chrząszczy sklasyfikowanych jako Protopaussini i Paussini znaleziono w bałtyckim bursztynie datowanym na eocen (50–40 Ma – milionów lat), eoceńskich (45–44 Ma) osadach jeziornych w Niemczech, bursztynie dominikańskim (Eohomopterus poinari; eocen-miocen; 45–15 Ma), meksykańskim bursztynie (Eohomopterus simojovelensis; granica oligoceńsko-mioceńska, 26–22 Ma). Na tej podstawie przypuszcza się, że Paussinae istniały już we wczesnym trzeciorzędzie. W jednym kawałku bursztynu obok okazu Eupaussus balticus zachowała się robotnica Formica flori, a w innych kawałkach bursztynu zidentyfikowano mrówcze larwy i fragmenty rozłożonego drewna takie jak znajdywane w mrowiskach, co dodatkowo przemawia za myrmekofilnym trybem życia starych filogenetycznie przedstawicieli podrodziny.
W analizie kladystycznej opartej o podobieństwa w morfologii larw Paussinae Giulio i wsp. (2003) wysunęli dwie robocze hipotezy odnośnie do filogenezy tej grupy chrząszczy. Według pierwszej Metriini są grupą siostrzaną dla Ozaenini + Paussini, z Ozaenini jako grupą parafiletyczną i Physea jako grupą siostrzaną dla Paussini; według drugiej hipotezy Metriini stanowią grupę siostrzaną dla monofiletycznej grupy Ozaenini, a Paussini grupą siostrzaną dla kladu Metriini + Ozaenini.

## Morfologia

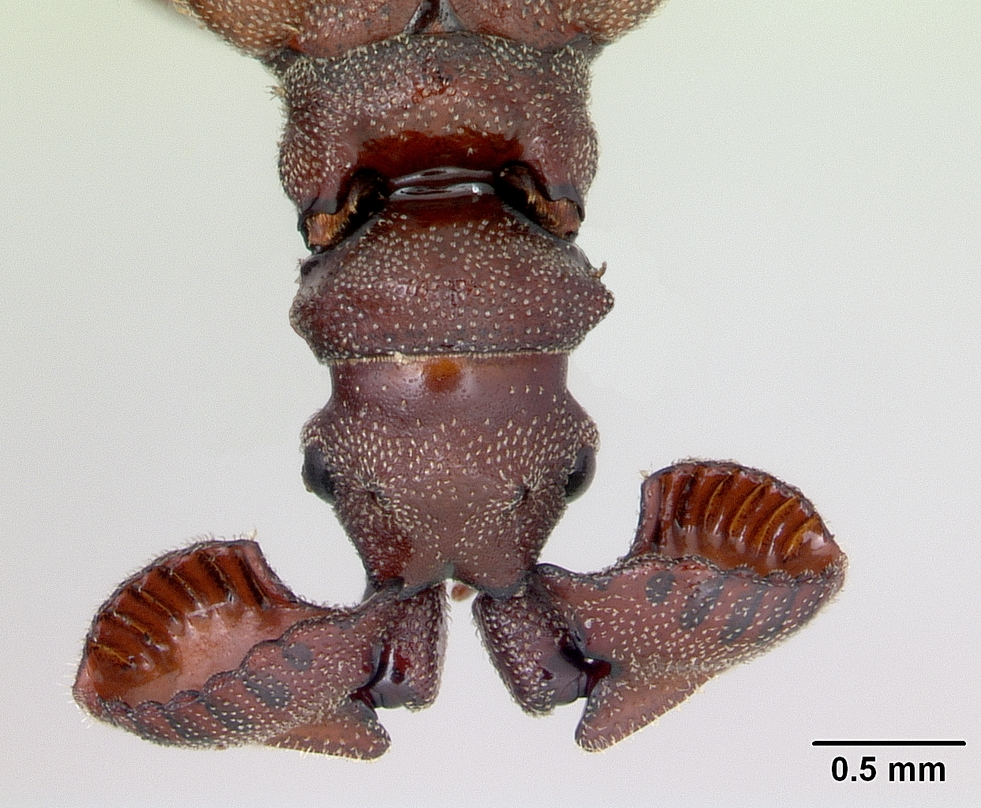
Głowa Paussus scyphus decorsei

Wszystkie gatunki to owady małe lub średnie: ich długość zawiera się w zakresie 2,8–22 mm. Zazwyczaj mają brązową barwę. Ogólny schemat budowy chrząszczy plemion Metriini i Ozaenini zbliżony jest do spotykanego u typowych biegaczowatych. Kształt ciała Protopaussini i Paussini odzwierciedla dwie strategie przystosowania do myrmekofilnego trybu życia: są albo wąskie i delikatne, albo spłaszczone i szerokie (Trutztypus według Wassmana). Żadne z nich nie upodabniają się kształtem do mrówek (nie są myrmekoformiczne).
Puszka głowowa zorientowana brzusznie. Nasady czułków zawsze między przednim brzegiem oka a żuwaczką. Czułki nitkowate lub spłaszczone i łopatkowato wgłębione; liczba członów od 11 do 12, mniejsza jest wynikiem zlania się sąsiednich członów. Występują jedynie dwa zbiorniki nasienne.

### Gruczoły pygidialne
U Ozaenini, Protopaussini i Paussini występuje gruczoł pygidialny, wytwarzający pochodne benzochinonowe i inne związki, wyrzucane pod ciśnieniem w obronie przed napastnikiem, czemu towarzyszy efekt dźwiękowy. Benzochinony u Paussinae (tak jak u strzeli) powstają w reakcji zachodzącej w świetle gruczołu, do którego wystrzykiwane są substraty reakcji, hydrochinony i nadtlenek wodoru. W ścianie gruczołu znajdują się enzymy, katalaza i peroksydazy hydrochinonów, powodujące gwałtowne utlenienie hydrochinonów i wybuchowy rozkład nadtlenku wodoru. Powstająca duża objętość tlenu wyrzuca gorące i drażniące produkty reakcji na zewnątrz ciała chrząszcza. U wszystkich Paussinae występują specjalne wypustki pokryw, tzw. kołnierze Coandy, które, w zależności od ustawienia odwłoka chrząszcza, kierują strumień wyrzutowy w odpowiednim kierunku. Nazwa tych parzystych struktur pochodzi od obserwowanego wówczas efektu Coandy.
Przy pomocy gruczołów pygidialnych Paussinae mogą odstraszyć inne mrówki, a nawet gekony. Nie stosują tego środka obronnego, gdy są atakowane przez mrówki gospodarzy, które niekiedy rozpoznają intruzów i ich zabijają, ale mogą odstraszać w ten sposób inne mrówki, co dowodzi, że pewnie rozpoznają swoich gospodarzy.
Dokładne analizy chemiczne produktów reakcji zachodzących w gruczole pygidialnym przeprowadzono u kilku gatunków Paussinae: Metrius contractus, Goniotropis nicaraguensis, Pachyteles sp., Physea hirta, Platycerozaena magna, Platycerozaena panamensis, Homopterus arrowi, Arthropterus sp.. Pentaplatarthrus gestroi, Paussus favieri. Stałym składnikiem mieszaniny były benzochinony (1,4–benzochinon, 2–metylo–1,4–benzochinon, 2–etylo–1,4–benzochnon, 2,3–dimetylo–1,4–benzochinon, 2–metoksy-3–metylo–1,4–benzochinon). U niektórych gatunków z mieszaniny wyizolowano n–alkany: n–tridekan, n–tetradekan, n–pentadekan. W starym piśmiennictwie można znaleźć informacje o rzekomej obecności wolnych jodków w produktach reakcji, jednak nowsze badania tego nie potwierdziły; zapewne reakcje chemiczne, którymi wykryto benzochinony, zostały błędnie zinterpretowane przez wczesnych badaczy.

### Larwy
Larwy Paussini są ślepe i fizogastryczne (posiadają rozdęty odwłok), ich odnóża uległy redukcji. Fizogastria jako wyraz konwergencji cechuje również larwy myrmekofilnych kusakowatych. U larw Paussini trzeci segment czułków jest szczeciniasty, a trzy ostatnie segmenty odwłoka – przekształcone w płytkę końcową. Posiadają urogomfy, czyli parzyste wyrostki grzbietowe odchodzące od tylnej krawędzi dziewiątego tergitu.

### Adaptacje do myrmekofilii
Paussini mają wyspecjalizowane komórki gruczołowe, wydzielające substancję zlizywaną przez mrówki i działającą na nie uspokajająco. Grupy jednokomórkowych gruczołów występują na powierzchni czułków, głowy, przedplecza, i na czubku odwłoka. U wielu wyspecjalizowanych Paussini obecny jest, obok narządów czułkowych, parzysty gruczoł na szczycie głowy (vertex). Podobny narząd opisano u chrząszczy Cremastocheilus, u których również podejrzewa się, że gra istotną rolę w relacji owada z gospodarzami.
Ciało chrząszczy należących do symfili pokrywają włoski (trichomy), ułożone w kępki. Ich funkcję stanowi prawdopodobnie utrzymywanie kropli wydzieliny gruczołów na powierzchni ciała owada, oraz ochrona przed mrówkami, które opiekując się chrząszczem gryzą i pociągają odstające części intruza.
Dojrzałe osobniki Paussini przypuszczalnie wykorzystują sygnały zapachowe mrówek, by trafić do kolonii.

## Biogeografia
Paussinae występują na wszystkich kontynentach z wyjątkiem Antarktydy; największa różnorodność gatunków Paussinae występuje w krainie paleotropikalnej. Metriini są nearktyczne, natomiast niektóre gatunki Ozaenini, Protopaussini i Paussini swoim zasięgiem docierają do najbardziej na południe położonych części Nearktyki i Palearktyki. W Europie w obszarze śródziemnomorskim notowano dwa gatunki: Paussus (Cochliopaussus) turcicus i Paussus (Edaphopaussus) favieri. Wydaje się, że czynnik decydujący o rozmieszczeniu to przede wszystkim klimat, a nie rozmieszczenie gatunków mrówek-gospodarzy; zasięg występowania Paussus favieri w południowej Francji jest przesunięty na południe względem zakresu występowania głównego gatunku jego mrówek-gospodarzy.

## Ekologia
Chrząszcze Metriini i Ozaenini przebywają pod kamieniami, pniami drzew, w spróchniałym drewnie i w ściółce. Paussini natomiast znajdywane są w podziemnych mrowiskach, rzadko poza nimi. Mrowiska należą do mrówek z podrodzin Myrmicinae i Formicinae, rzadko Dolichoderinae, Ponerinae i Ectatomminae. Pojedyncze doniesienie o występowaniu chrząszczy w termitierach było prawdopodobnie incydentalne; przyjmuje się zgodnie, że Paussinae nie pasożytują na termitach. Entomolodzy łapią te owady na światło, aczkolwiek rzadko udaje się wówczas (z niejasnych przyczyn) złapać samice. W inne pułapki stosowane przez entomologów Paussinae łowią się rzadko, natomiast łapane w ten sposób Paussinae należą do gatunków rzadko łowionych na światło. Przyczyny, dla których Paussinae opuszczają mrowiska, nie są jasne, przypuszczalnie chrząszcze te reagują na zmiany wilgotności, temperatury i długości dnia, bezpośrednio lub pośrednio (te same czynniki wpływają na mrówki).
Aktywność Paussinae zależy od pory roku. Nearktyczne Metriini występujące w Kalifornii są aktywne od wiosny do lata. Żyjące w strefie podzwrotnikowej, myrmekofilne Paussinae obserwuje się poza mrowiskami głównie w porze deszczowej, bardzo rzadko w porze suchej. Tropikalne gatunki obserwuje się przez cały rok, ale z wahaniami liczebności. W cyklu dobowym aktywność jest największa o zmierzchu i nad rankiem, chociaż niektóre gatunki są aktywne za dnia.
Larwy wszystkich Paussini oraz Physeina żyją w mrowiskach.
Klasyczny podział Wassmana myrmekofilnych organizmów na synechtry, synojki, symfile i prawdziwe pasożyty uznawany jest obecnie za przestarzały i niewystarczający do określenia interakcji między myrmekofilami a mrówkami. Relacje chrząszczy z koloniami mrówek obecnie określa się jako należące do szerokiego spektrum między mutualizmem a pasożytnictwem. Większość Paussinae polując na robotnice i larwy osłabia całą kolonię. Co prawda wytwarzają substancję atrakcyjną dla mrówek, co Wasmann uznawał za rekompensujące straty poniesione przez kolonię, jednak Escherich i większość współczesnych autorów nie podziela tego punktu widzenia.

### Pobieranie pokarmu
Obserwowano jedynie dorosłe chrząszcze Paussini podczas pobierania pokarmu. Nie pożerają one całej zdobyczy, ale nakłuwają oskórek mrówki żuwaczkami i wysysają zawartość ciała. Wbite w mrówkę żuwaczki pozostają podczas pobierania pokarmu bez ruchu, głaszczki żuchwowe i wargowe przylegają do ciała ofiary. Zaatakowana mrówka nigdy nie reaguje agresją; po uwolnieniu przez chrząszcza pozostaje w jego pobliżu i umiera w przeciągu kilku następnych dni.
Przypuszczalnie taki sam mechanizm pobierania pokarmu występuje u Protopaussini. Chrząszcze żywią się też larwami i jajami mrówek. Nigdy nie odżywiają się zbieranymi przez mrówki zapasami ani odpadkami w mrowisku, nie opisywano też u tych gatunków korzystania z pokarmu wymienianego przez mrówki podczas trofalaksji.

## Systematyka

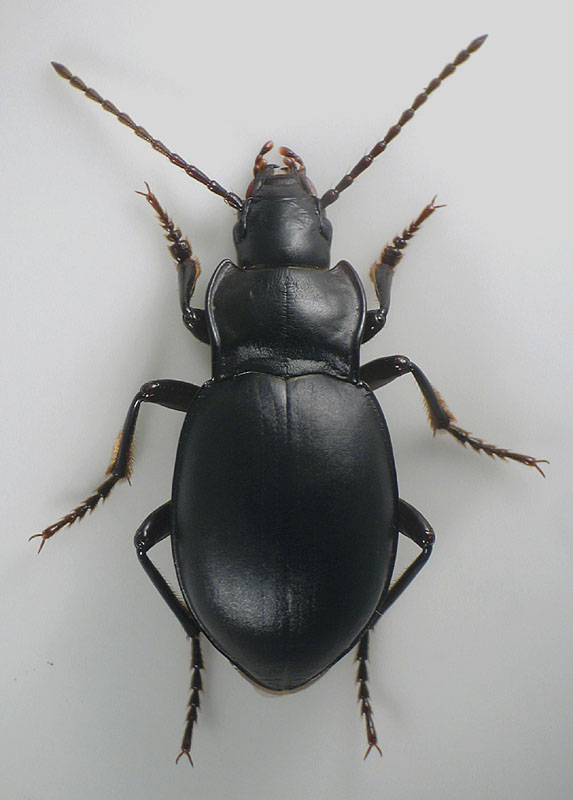
Metrius contractus

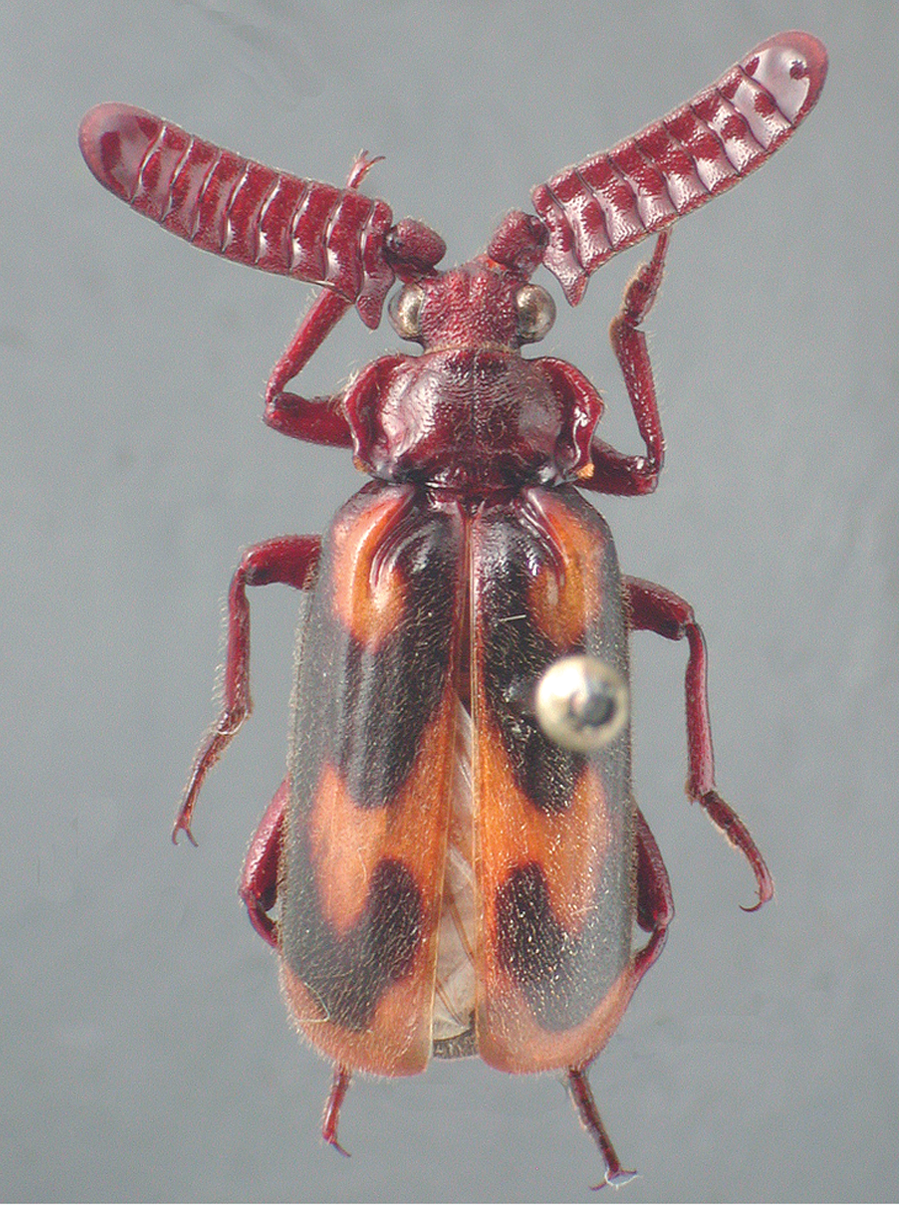
Heteropaussus hastatus

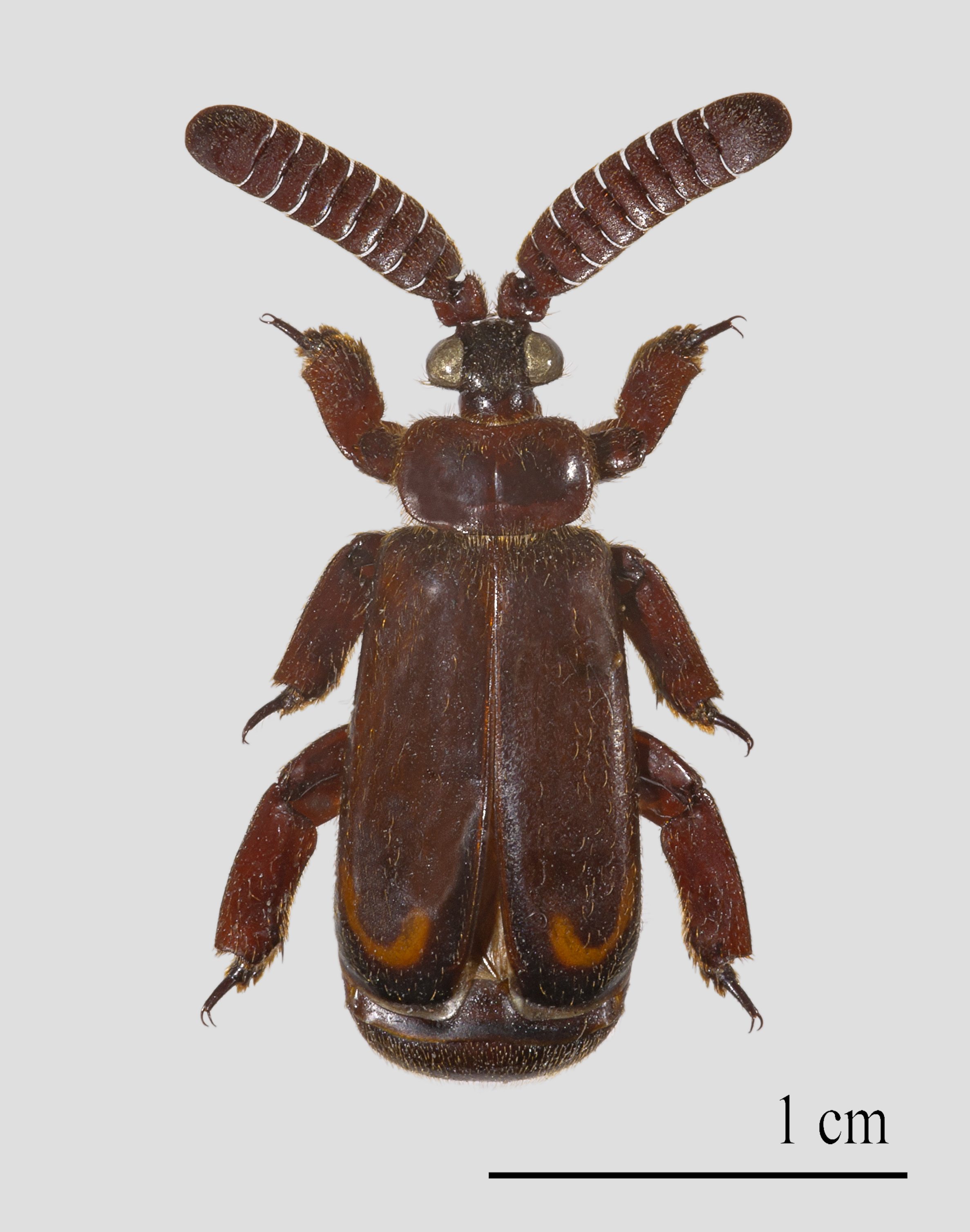
Cerapterus pilipennis

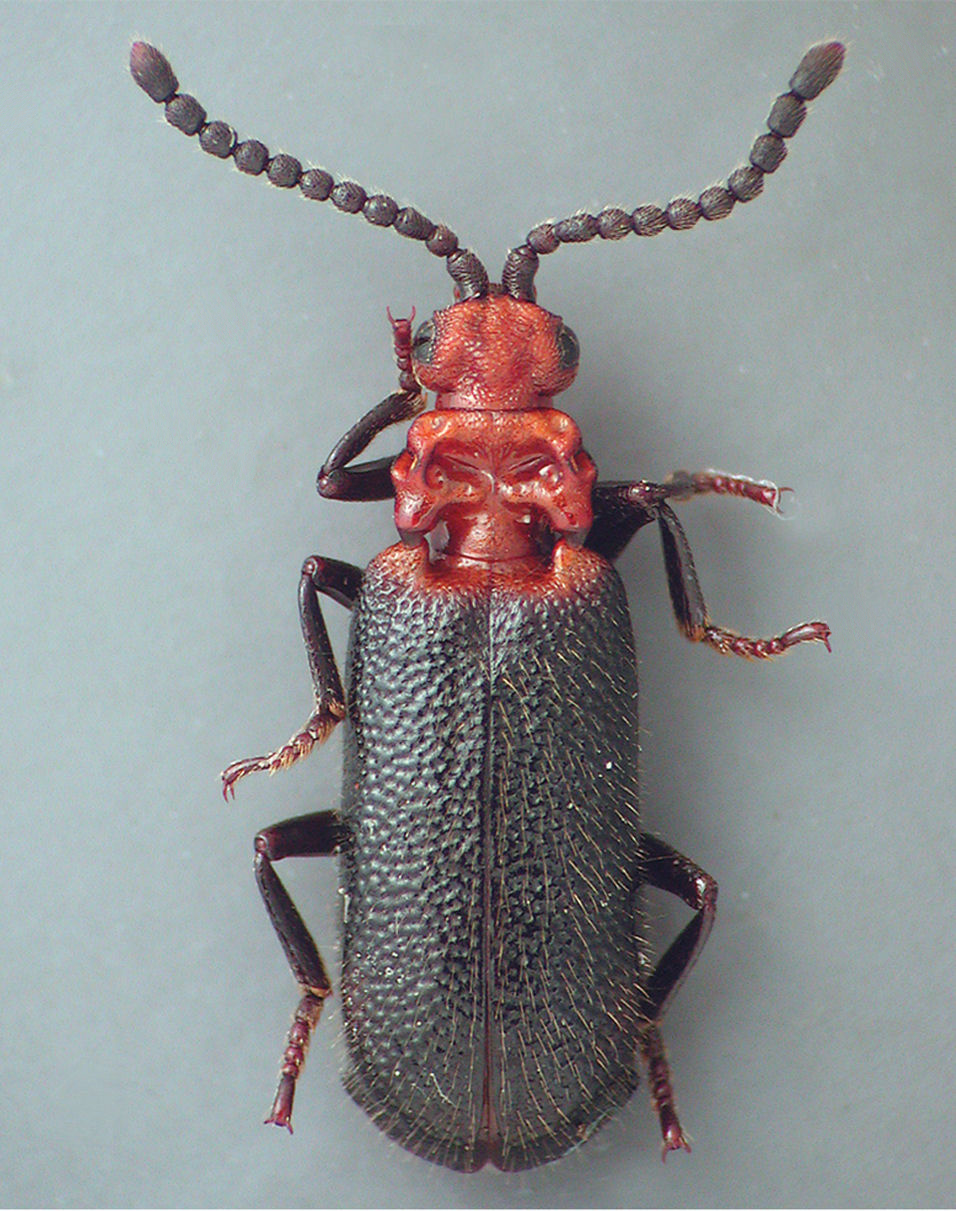
Protopaussus sp

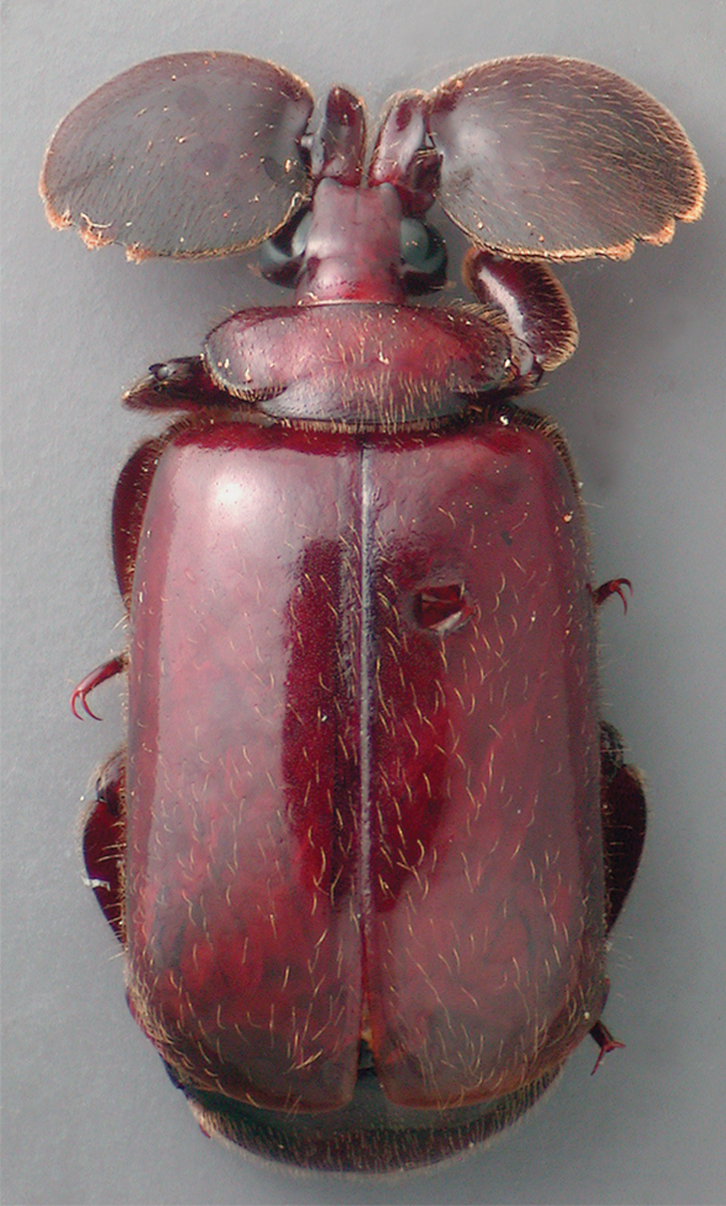
Platyrhopalopsis mellyi

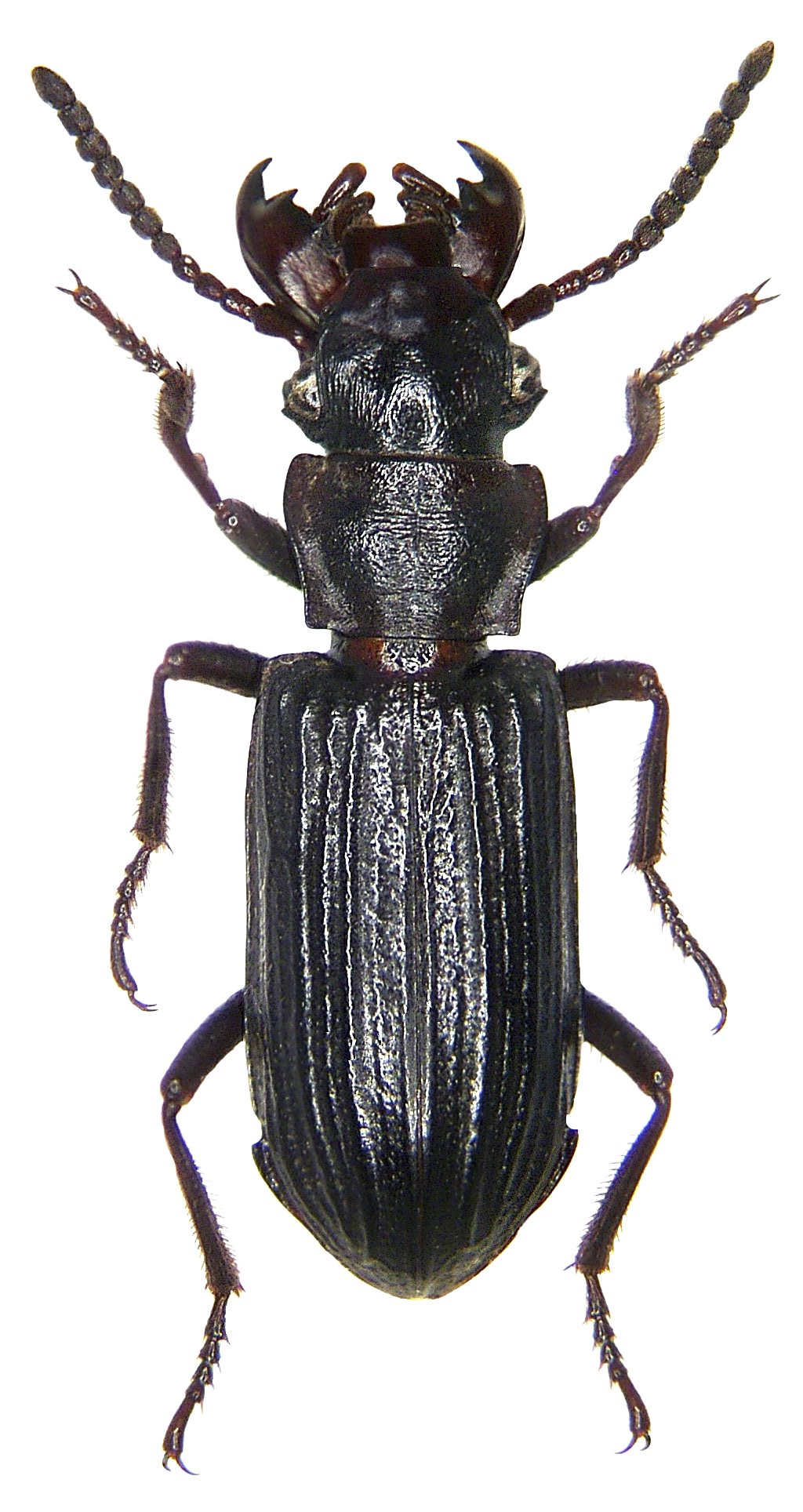
Pseudozaena opaca

Systematyka za Geiselhardt i in. (2007):
- Rodzina: Carabidae Latreille, 1802
  - Podrodzina: Paussinae Latreille, 1807
    - Plemię: Metriini LeConte, 1853
      -         - Rodzaj: Metrius Eschscholtz, 1829

    - Plemię: Paussini Latreille, 1807
      - Podplemię: Arthropterina Nagel, 1987
        - Megalopaussus Lea, 1906
        - Arthropterus MacLeay, 1838

      - Podplemię: Heteropaussina Janssens, 1953
        - Heteropaussus Thomson, 1860

      - Podplemię: Cerapterina Billberg, 1820
        - Cerapterus Swederus, 1788
        - Mesarthropterus Wasmann, 1926

      - Podplemię: Pentaplatarthrina Jeannel, 1946
        - Hexaplatarthus Jeannel, 1955
        - Hyperpentarthrus H. Kolbe, 1927
        - Pentaplatarthus Westwood, 1833

      - Podplemię: Homopterina Wasmann, 1920
        - Homopterus Westwood, 1838

      - Podplemię: Platyrhopalina Jeannel, 1946
        - Lebioderus Westwood, 1838
        - Euplatyrhopalus Desneux, 1905
        - Stenorhopalus Wasmann, 1918
        - Platyrhopalus Westwood, 1838
        - Platyrhopalopsis Desneux, 1905

      - Podplemię: Ceratoderina Darlington, 1950
        - Ceratoderus Westwood, 1841
        - Melanospilus Westwood 1845
        - Paussomorphus Raffray, 1885

      - Podplemię: Paussina Latreille, 1807
        - Leleupaussus Luna de Carvalho, 1962
        - Paussus Linné, 1775 sensu lato, cf. Nagel 2003
        - Granulopaussus H. Kolbe, 1938
        - Hylotorus Dalman, 1823

      - Podplemię: Carabidomemnina Wasmann, 1928
        - †Balticarthropterus Nagel, 1987
        - †Succinarthropterus H. Kolbe, 1926 (incl. Arthropterillus Wasmann, 1926
        - †Arthropterites Wasmann, 1925
        - †Protocerapterus Wasmann, 1926
        - †Cerapterites Wasmann, 1925
        - Carabidomemnus H. Kolbe, 1924
        - Eohomopterus Wasmann, 1919

      - incertae sedis, przypuszczalnie Carabidomemnina Wasmann, 1928
        - †Eopaussus Wasmann, 1926
        - †Pleurarthropterus Wasmann, 1927
        - †Acmarthropterus Wasmann, 1929

    - Plemię: Ozaenini Hope, 1838
      - Podplemię: Brak formalnego podplemienia
        - Anentmetus Andrewes, 1924
        - Entomoantyx Ball & McCleve, 1990
        - Microzaena Fairmaire, 1901
        - Itamus Schmidt-Goebel, 1846
        - Sphaerostylus Chaudoir, 1848
        - Afrozaena Jeannel, 1946
        - Ozaeniella Basilewsky, 1976

      - Podplemię: Mystropomina Horn, 1881
        - Mystropomus Chaudoir, 1848

      - Podplemię: Eustrina Jeannel, 1946
        - Dhanya Andrewes, 1919
        - Eustra Schmidt-Goebel, 1846 (incl. Ozaenaphaenops Deuve 1986)

      - Podplemię: Pseudozaenina Sloane, 1905
        - Pseudozaena Laporte de Castelnau, 1834

      - Podplemię: Pachytelina Jeannel, 1946
        - Pachyteles Perty, 1830
        - Tachypeles Deuve, 2001
        - Goniotropis Gray, 1832
        - Tropopsis Solier, 1849
        - Crepidozaena Deuve, 2001
        - Filicerozaena Deuve, 2001
        - Gibbozaena Deuve, 2001
        - Inflatozaena Deuve, 2001
        - Mimozaena Deuve, 2001
        - Proozaena Deuve 2001
        - Serratozaena Deuve, 2001

      - Podplemię: Ozaenina Hope, 1838
        - Ozaena Olivier, 1812
        - Platycerozaena Banninger, 1927

      - Podplemię: Physeina Jeannel, 1946
        - Physea Brulle, 1834
        - Physeomorpha Ogueta, 1963

    - Plemię: Protopaussini Gestro, 1892
      - Protopaussus Gestro, 1892